# Zjerm
Zjerm (albanisch für „Feuer“) ist ein Lied im Gegischen, einem Dialekt der albanischen Sprache. Es stammt vom albanischen Musikduo Shkodra Elektronike. Mit dem Titel gewann es das 63. Festivali i Këngës und war der albanische Beitrag zum Eurovision Song Contest 2025 in Basel.

## Hintergründe
Am 10. Oktober 2024 wurden Shkodra Elektronike als Teilnehmer des von RTSH ausgerichteten Festivali i Këngës bekanntgegeben. Im Monat darauf wurde der Songtitel veröffentlicht, ehe Anfang Dezember die kompletten Songs erstmals der Öffentlichkeit vorgestellt wurden. Shkodra Elektronike traten im ersten Halbfinale des Festivali i Këngës 2024 auf, welches am 19. Dezember 2024 stattfand. Von der Startnummer 13 aus konnten sie sich für das Finale am 21. Dezember qualifizieren. Im Finale gewann das Duo mit 143 Punkten vor Elvana Gjata mit 135 Punkten. Obwohl sie nicht von der Mehrheit der Diaspora gewählt wurden, konnten sie die Höchstpunktzahl von jeweils der Jury und der inländischen Zuschauer auf sich vereinigen.
Der Titel Zjerm wurde vom Duo, bestehend aus Beatriçe Gjergji und Kolë Laca getextet, komponiert und produziert und speziell für das Festival geschrieben. Der Rap-Part stammt allerdings von Lek Gjeloshi. Das Lied wurde vom Budapest Art Orchestra eingespielt. Die Leitung hatte Peter Pejtsik. Das Mastering erfolgte durch Giulio Ragno Favero.

## Inhaltliches
„Das Lied handelt von Güte. Ich bin der Part, der auf diese Güte hofft und davon träumt. Und Kolë rappt über seine Poesie.“

Zjerm ist ein Electronic-Titel mit folkloristischen Einflüssen (vgl. Folktronica). Der Titel wird überwiegend von Beatriçe gesungen, während Kolë das Rezitativ nach dem ersten Refrain übernimmt. Während des Titels ertönt mehrfach ein elektronisch verzerrter und mittels Drumcomputer erzeugter Bass.
Motiv des Titels ist das Feuer („zjerm“) sowie die dazu im Kontrast stehende Dunkelheit. Weitere Bezugnahmen finden sich auf „valle“ (Tanz) sowie den Ausspruch „jarna te“ in Verbindung mit der Zeile „Jarna te ti toka ime ku kam lindë s’do të harroj“ („Jarna te, mein Land, das ich nicht vergessen werde.“). Die Zeile „Amam miserere“ ist teils semitischem, teils lateinischem Ursprungs und wird als Ausdruck um Hilfe einer höheren Instanz verstanden. Von Journalisten wird die spirituelle Bedeutung des Textes hervorgehoben.
Der Titel wird im gegischen Dialekt gesungen.

## Veröffentlichung
Der Titel wurde am 10. Dezember 2024 als Musikstream veröffentlicht. Anfang März 2025 trat die Band mit Zjerm auf der Eröffnungsfeier der Internationalen Tourismus-Börse 2025 in Berlin mit dem Gastgeberland Albanien auf. Das Musikvideo wurde am 29. März erstmals der Öffentlichkeit gezeigt. Es zeigt die Interpreten in einer laut des Produktionsstudios „feurigen Umgebung“, wobei das Feuer nicht dazu da sei, um sich vor ihm zu fürchten, sondern dass es die Schöpfung der Künstler sei, welche es kontrollierten und seine Kraft sowie seine „Fähigkeit zur Erneuerung“ verkörperten. Regie führte Erfort Kuke.
Am 2. Mai erschien der Clap! Clap! Remix von Zjerm. Am 6. Mai erschien ein alternatives Musikvideo, das von einem Freund des Duos, Adrian Paci gedreht wurde.
Am 23. Mai erschien das Lied samt Remix auf einer EP mit drei weiteren Titeln, wovon an einem Roy Paci beteiligt war. Der Titel der EP lautet shndrit!, einem aus Zjerm verwendeten markanten Ausdruck.

## Beim Eurovision Song Contest

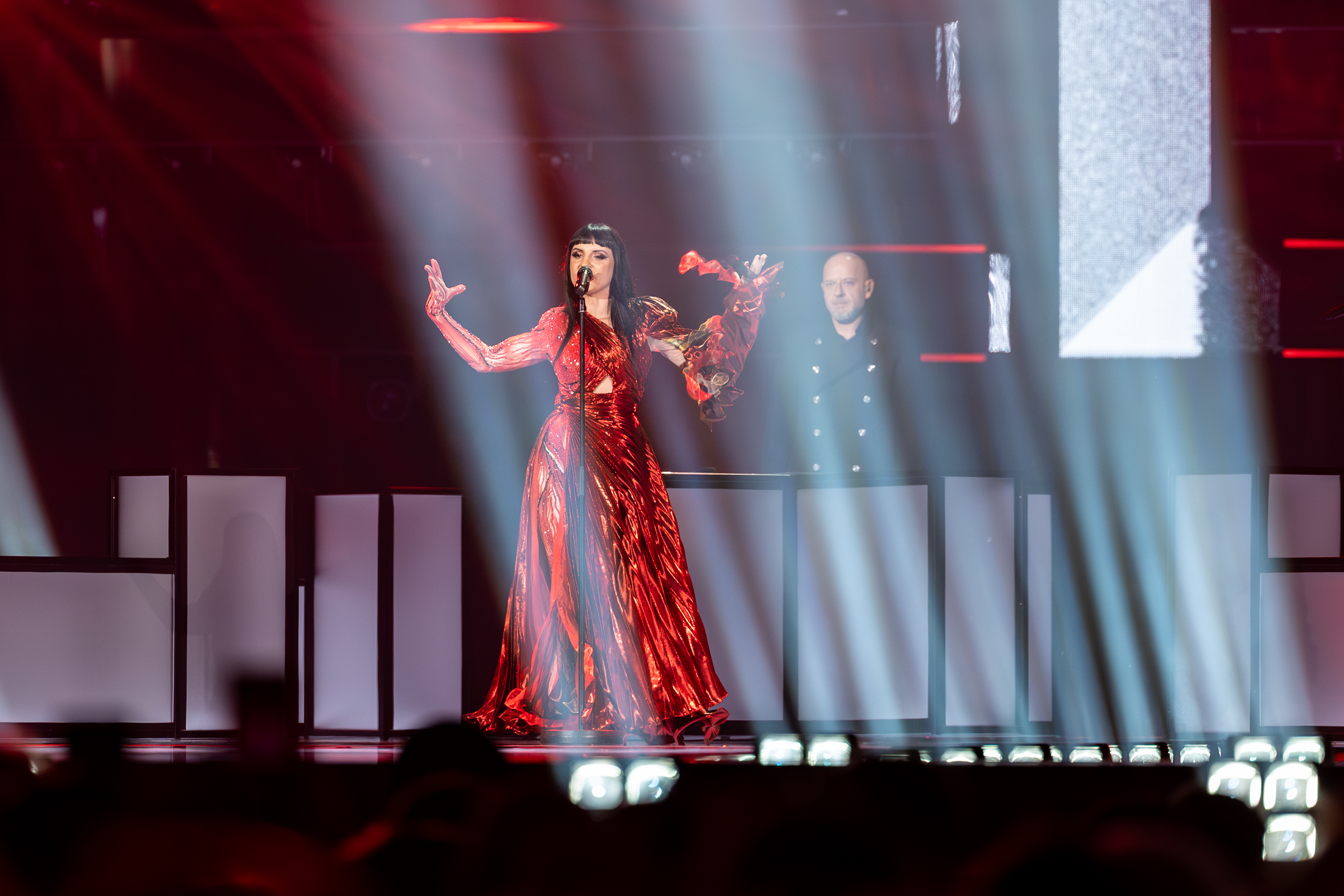
Shkodra Elektronike beim Eurovision Song Contest

Mit dem Titel nahm Albanien am Eurovision Song Contest teil. Das Land trat hierbei in der zweiten Hälfte des ersten Halbfinales an Startnummer 12 am 13. Mai 2025 an. Das Duo kündigte für das Lied minimale Veränderungen an, entschied sich jedoch, es für den Wettbewerb in seiner Originalsprache zu belassen, ebenso wie die Choreografie, die nicht verändert werden solle.
Albanien konnte sich erfolgreich für das Finale qualifizieren, für welches dem Land die letzte Startnummer 26 zugeteilt wurde. Im Finale am 18. Mai erreichte Albanien insgesamt 218 Punkte, wobei ein Großteil der Punkte von den Zuschauern kam und insgesamt in einem achten Platz resultierte. Zwar erreichte Albanien damit nicht erneut den fünften Platz wie 2012 mit Suus, dennoch wurde mit Zjerm ein neuer Punkterekord für das Land aufgestellt.

## Chartplatzierungen
| ChartsChartplatzierungen | Höchstplatzierung | Wochen |
| ------------------------ | ----------------- | ------ |
| Schweiz (IFPI)           | 78 (1 Wo.)        | 1      |